# Munawar Sawiruddin
Munawar Sawiruddin – indonezyjski brydżysta, Senior International Master (WBF).
Munawar Sawiruddin w latach 2000–2014 wielokrotnie był niegrającym kapitanem  drużyny Indonezji.

## Wyniki brydżowe

### Olimpiady
Na olimpiadach uzyskał następujące rezultaty:
| Olimpiady brydżowe. Zawody teamów | Olimpiady brydżowe. Zawody teamów | Olimpiady brydżowe. Zawody teamów | Olimpiady brydżowe. Zawody teamów | Olimpiady brydżowe. Zawody teamów | Olimpiady brydżowe. Zawody teamów |
| Rok                               | Miejsce                           | Zawody                            | Kategoria                         | Drużyna                           | Pozycja                           |
| --------------------------------- | --------------------------------- | --------------------------------- | --------------------------------- | --------------------------------- | --------------------------------- |
| 2012                              | Lille                             | 2. Olimpiada Sportów Umysłowych   | Seniorzy                          | Indonesia                         | 5                                 |
| 2008                              | Pekin                             | 1. Olimpiada Sportów Umysłowych   | Seniorzy                          | Indonesia                         | 3                                 |
| 1984                              | Seattle                           | 7. Olimpiada Teamów               | Open                              | Indonesia                         | 5                                 |
| 1980                              | Valkenburg                        | 6. Olimpiada Teamów               | Open                              | Indonesia                         | 7                                 |

### Zawody światowe
W światowych zawodach zdobył następujące lokaty:
| Mistrzostwa Świata. Konkurencja teamów | Mistrzostwa Świata. Konkurencja teamów | Mistrzostwa Świata. Konkurencja teamów          | Mistrzostwa Świata. Konkurencja teamów | Mistrzostwa Świata. Konkurencja teamów | Mistrzostwa Świata. Konkurencja teamów |
| Rok                                    | Miejsce                                | Zawody                                          | Kategoria                              | Drużyna                                | Pozycja                                |
| -------------------------------------- | -------------------------------------- | ----------------------------------------------- | -------------------------------------- | -------------------------------------- | -------------------------------------- |
| 2014                                   | Sanya                                  | 14. Seria Mistrzostw Świata                     | Seniorzy                               | Indonesia                              | 5                                      |
| 2013                                   | Nusa Dua                               | 41. Mistrzostwa Świata Teamów                   | Trans                                  | Indonesia Seniors                      | 11                                     |
| 2013                                   | Nusa Dua                               | 41. Mistrzostwa Świata Teamów                   | Seniorzy                               | Indonesia                              | 5                                      |
| 2012                                   | Lille                                  | 5. Otwarte Mistrzostwa Świata Teamów Mikstowych | Miksty                                 | Djarum2                                | 16                                     |
| 2011                                   | Veldhoven                              | 40. Mistrzostwa Świata Teamów                   | Trans                                  | Indonesia Senior                       | 73                                     |
| 2011                                   | Veldhoven                              | 40. Mistrzostwa Świata Teamów                   | Seniorzy                               | Indonesia                              | 5                                      |
| 2010                                   | Filadelfia                             | 13. Seria Mistrzostw Świata                     | Miksty                                 | Djarum                                 | 52                                     |
| 2010                                   | Filadelfia                             | 13. Seria Mistrzostw Świata                     | Seniorzy                               | Gabrial UI                             | 3                                      |
| 2009                                   | São Paulo                              | 39. Mistrzostwa Świata Teamów                   | Seniorzy                               | Indonesia                              | 3                                      |
| 2007                                   | Szanghaj                               | 38. Mistrzostwa Świata Teamów                   | Trans                                  | Gabsi                                  | 20                                     |
| 2007                                   | Szanghaj                               | 38. Mistrzostwa Świata Teamów                   | Seniorzy                               | Indonesia                              | 2                                      |
| 2006                                   | Werona                                 | 12. Mistrzostwa Świata                          | Seniorzy                               | Indonesia                              | 5                                      |
| 2005                                   | Estoril                                | 37. Mistrzostwa Świata Teamów                   | Seniorzy                               | Indonesia                              | 2                                      |
| 2001                                   | Paryż                                  | 35. Mistrzostwa Świata Teamów                   | Trans                                  | Parmadi                                | 47                                     |
| 2000                                   | Maastricht                             | 11. Olimpiada Brydżowa                          | Miksty                                 | Lippo Bank II                          | 49                                     |
| 2000                                   | Southampton                            | 34. Mistrzostwa Świata Teamów                   | Trans                                  | Munawak                                | 10                                     |
| 1998                                   | Lille                                  | 10. Mistrzostwa Świata                          | Open                                   | Sondakh                                | 97                                     |
| 1993                                   | Santiago                               | 31. Mistrzostwa Świata Teamów                   | Open                                   | Indonesia                              | 11                                     |
| 1986                                   | Miami Beach                            | 7. Mistrzostwa Świata                           | Open                                   | Waluyan                                | 6                                      |
| 1985                                   | São Paulo                              | 27. Mistrzostwa Świata Teamów                   | Open                                   | Indonesia                              | 6                                      |
| 1983                                   | Sztokholm                              | 26. Mistrzostwa Świata Teamów                   | Open                                   | Indonesia                              | 8                                      |

| Mistrzostwa Świata. Konkurencja par | Mistrzostwa Świata. Konkurencja par | Mistrzostwa Świata. Konkurencja par | Mistrzostwa Świata. Konkurencja par | Mistrzostwa Świata. Konkurencja par | Mistrzostwa Świata. Konkurencja par |
| Rok                                 | Miejsce                             | Zawody                              | Kategoria                           | Partner                             | Pozycja                             |
| ----------------------------------- | ----------------------------------- | ----------------------------------- | ----------------------------------- | ----------------------------------- | ----------------------------------- |
| 2014                                | Sanya                               | 14. Seria Mistrzostw Świata         | Seniorzy                            | Michael Bambang Hartono             | 25                                  |
| 2010                                | Filadelfia                          | 13. Mistrzostwa Świata              | Seniorzy                            | Michael Bambang Hartono             | 28                                  |

## Klasyfikacja
- Munawar Sawiruddin – klasyfikacja WBF (ang.)